# Chloraspilates pomella
Chloraspilates pomella är en fjärilsart som beskrevs av Druce 1898. Chloraspilates pomella ingår i släktet Chloraspilates och familjen mätare. Inga underarter finns listade i Catalogue of Life.